# Pleurococcus
Pleurococcus es un género de algas verdes de la familia Chaetophoraceae.
Estas algas son unicelulares, aerófilas que necesitan mucha humedad y lluvia. Son abundantes en los troncos de los árboles, ramas, rocas donde forman manchas verdes. Frotandolas, algunas de estas células pueden desprenderse, teñir la piel, la ropa, el pelaje de los animales, dejando huellas verdes (forma de diseminación llamada zoocoria), la mayor parte de la dispersión es hecha por el viento (anemocoria) ), la hidrocoria ocurre parcialmente durante la precipitación.

## Especies
- Pleurococcus angulosus
- Pleurococcus magnum
- Pleurococcus mucosus
- Pleurococcus rufescens
- Pleurococcus vulgaris